# 日本のエネルギー資源

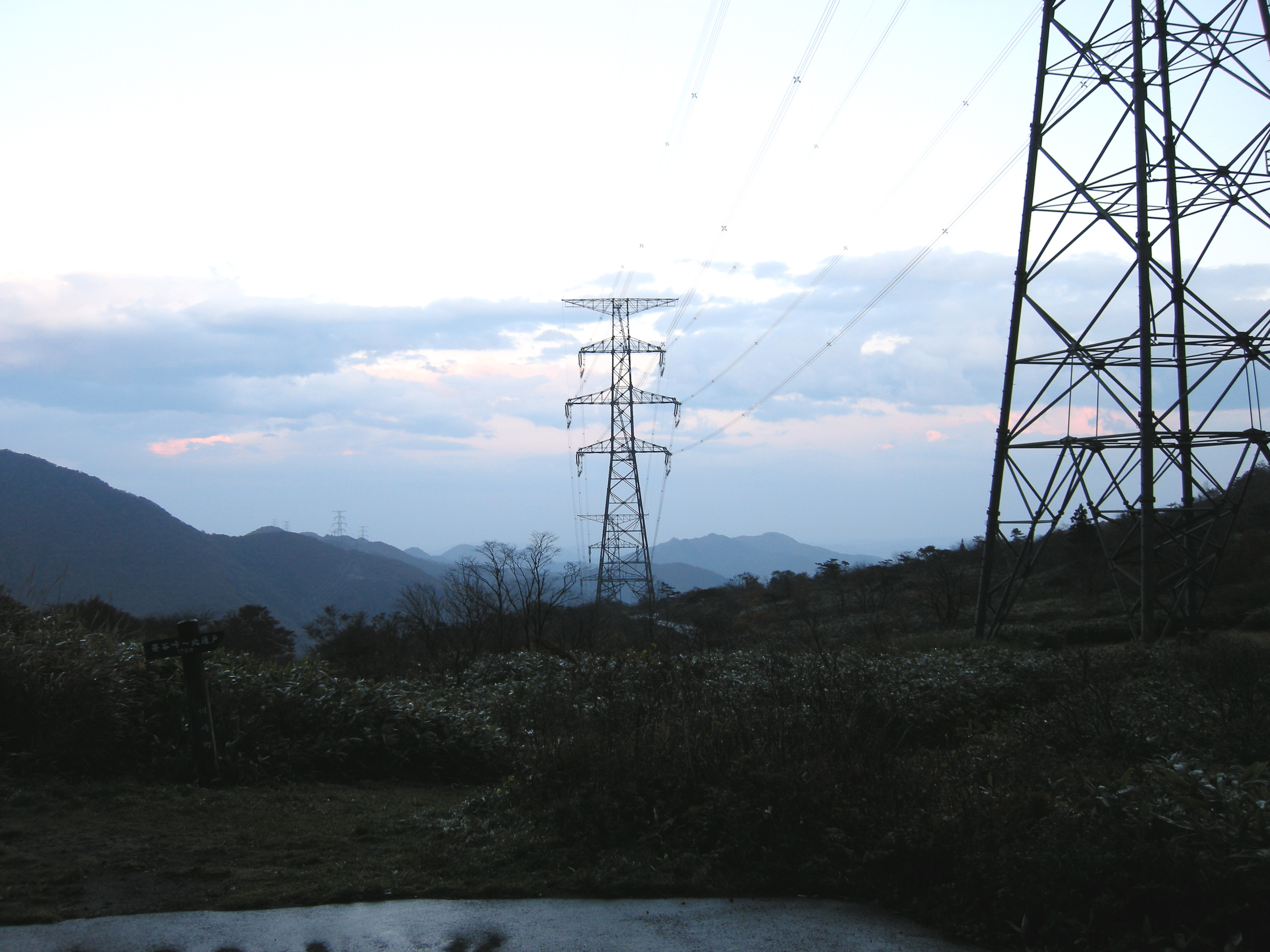
日本の送電塔

供給源別の日本の電力生産量

日本のエネルギー資源（にほんのエネルギーしげん）では、日本におけるエネルギー資源の産出と利用、関係する諸問題について述べる。2022年の日本の一次エネルギー消費量は426.16 Mtoe（石油換算トン）。また世界合計に占める割合は2.9%で、中国、アメリカ、インド、ロシアに次いで5番目に多く、日本に次いで多いのはカナダである。
化石燃料の埋蔵量は石炭を除いて非常に乏しく、原油、天然ガス、ウランをはじめとしたエネルギー資源を大量に輸入することで需要を満たしている状況にある。2010年の統計では、国内エネルギー需要の42%は輸入原油に依存しており、世界輸出入総量の14.2%にあたる189Mt（世界3位）の石炭を輸入、また世界輸出入総量の31.3%にあたる1084億m3の天然ガスを輸入している。
なお、2010年頃は国内電力需要の4分の1を原子力発電としていたが、2011年の福島第一原子力発電所事故に伴う安全性危機によって原子力発電所稼働率が低下、2012年5月5日までにすべて停止した。2015年8月11日、川内原子力発電所1号機が福島第一原子力発電所事故後に制定された新規制基準での稼働を全国で初めて再開した。

## 概要
| 年                                                                                       | 人口 (百万人) | 一次エネルギー供給量(Mtoe) | 一次エネルギー供給量(Mtoe) | 一次エネルギー供給量(Mtoe) | 電力消費量 TWh | 1人当たり一次 エネルギー供給量 (toe/人) | GDP当たり一次 エネルギー供給量 (toe/1,000USD(2010年)) |
| 年                                                                                       | 人口 (百万人) | 総量                       | 総量の内、 国内生産量注1   | 総量の内、 輸入量 注1      | 電力消費量 TWh | 1人当たり一次 エネルギー供給量 (toe/人) | GDP当たり一次 エネルギー供給量 (toe/1,000USD(2010年)) |
| ---------------------------------------------------------------------------------------- | ------------- | -------------------------- | -------------------------- | -------------------------- | -------------- | --------------------------------------- | ----------------------------------------------------- |
| 1990年                                                                                   | 123.6         | 439.23                     | 75.11                      | 377.70                     | 801.28         | 3.55                                    | 0.11                                                  |
| 1995年                                                                                   | 125.4         | 494.31                     | 98.40                      | 408.49                     | 923.85         | 3.94                                    | 0.12                                                  |
| 2000年                                                                                   | 126.8         | 519.00                     | 105.62                     | 429.23                     | 1,011.60       | 4.09                                    | 0.12                                                  |
| 2005年                                                                                   | 127.8         | 520.42                     | 100.28                     | 435.93                     | 1,049.36       | 4.07                                    | 0.11                                                  |
| 2010年                                                                                   | 128.0         | 498.81                     | 99.26                      | 409.59                     | 1,011.60       | 3.90                                    | 0.11                                                  |
| 2012年                                                                                   | 127.6         | 452.28                     | 28.32                      | 435.27                     | 988.92         | 3.55                                    | 0.10                                                  |
| 2015年                                                                                   | 126.9         | 451.38                     | 27.87                      | 435.24                     | 1,021.55       | 3.54                                    | 0.1                                                   |
| 注1:一次エネルギー=国内生産+輸入-輸出-国際輸送燃料となるため上表内では合計が一致しない。 |               |                            |                            |                            |                |                                         |                                                       |

## エネルギー消費の歴史

国内総生産 (GDP) とエネルギー消費量の推移（1968年-2012年）

統計のある20世紀半ば以降の日本のエネルギー消費量の推移をみると、第二次世界大戦後の高度経済成長期に産業の成長に伴って急増し、1953年からの1963年までの10年間で2倍、1963年から1973年までの10年間でさらに3倍に増加している。
その後1970年代の2度のオイルショックにより横ばい・微増となるが、1980年代にバブル景気期に入ると再び増加に転じた。バブル崩壊後失われた10年に入ってからも、やや増加傾向にあるが増加率は低い。オイルショック前の1973年を基準とすると、1990年代後半から2000年代前半にかけて1973年比1.5倍に達した後、2000年代後半に減少し、2021年時点では1973年比1.1倍の水準にある。
この約50年間の動向を部門別に見ると、産業部門では省エネルギー化の進展により1973年比で2割の削減を達成した。一方、運輸部門ではトラック輸送の拡大などにより1970年代から1.5倍に増加した。また、家庭部門では家電製品の普及と多様化、業務部門ではOA機器の普及などによりそれぞれ現在まで増加傾向が続いており、2021年時点では1973年比で家庭部門が1.8倍、企業・事業所他部門が0.9倍、運輸部門が1.5倍に達している。
GDP当たりのエネルギー消費量を国際比較すると、日本は1990年代から欧州先進国を上回る高効率の水準に達しており、2021年の時点でもイギリス・フランス・ドイツなどと同水準にある。

## 電力
2018年の日本のエネルギー源構成
428.8 Mtoe、自給率 11.7%

10電力会社の管轄と主要送電網

東京-中部間（50-60Hz間）の融通容量は、飛騨信濃周波数変換設備の運用開始により2.1GWとなった（2021年4月）。ただし、それでも東京電力の2020年度最大需要56GWの約4%にとどまる。

日本の電力使用量は年間約1,020TWh程度（2021年）で、中国、アメリカ、インド、ロシアに次いで世界で5番目に多く、日本の次に多いのがブラジルなどとなっている。1人当たりでは年間7,865kWh（2015年）で、1990年に比べて21.8%増加している。また他国と比較すれば、14,240kWhのアメリカなどを下回っていて、世界では18番目の多さである。発電設備合計容量においてもアメリカ、中国に次いで3番目に多い282GW（2010年）を有していたが、震災等の影響で2011年半ばには243GWに減少したと推定されている。
年間発電総量に占める各発電方式の割合は、2010年度において火力59.3%（LNG27.2%、石炭23.8%、石油等8.3%の合計）、原子力30.8%、水力8.7%、新エネルギー等1.2%である。原発事故後の2021年度では、火力72.8%、原子力6.9%、水力7.5%、新エネルギー等12.8%となり、火力発電が大幅に割合を増やしている。
原子力発電所の合計発電容量はアメリカ、フランス、中国に次いで世界で4番目に多い。2011年2月時点で54基の原子炉があった。しかし、2012年4月に福島第一1-4号機が、2014年1月に同5-6号機が電気事業法上「廃炉」となった。また2015年4月に美浜1-2号機、敦賀1号機、島根1号機、玄海1号機が、2016年5月に伊方1号機が、2018年3月に大飯1-2号機が、同年5月に伊方2号機が、同年12月に女川1号機が、2019年2月に玄海2号機が、同年9月に福島第二1-4号機が、それぞれ廃炉となり、2021年時点では33基である（参照:日本の原子力発電所）。また、設備利用率（運転率）は2000年代に60%台前後だったが、2019年度は20.9%まで低下した。
日本の電気料金は家庭用・産業用ともに主要国と同水準にある。
2010年のIEAの統計では、家庭用は1kWh当たり0.2276ドルで世界で8番目に高く、産業用は同0.1578ドルで5番目に高かったが、各国での課税･再生可能エネルギー導入促進政策により差が縮小した。

### 送電網
他のほとんどの先進工業国が国内で同規格の送電網（ナショナルグリッド, National Grid）を持つが、日本は周波数が違うことにより2つの送電網に分断されているという特徴がある。東日本は50Hz、西日本は60Hzであり、両者をつなぐのは静岡県浜松市の佐久間周波数変換所、静岡県静岡市の東清水変電所、長野県朝日村の新信濃変電所、同村と岐阜県高山市を跨ぐ飛騨信濃周波数変換設備の計4か所・合計容量210万kW（2.1GW）の周波数変換所のみである。
周波数が異なる理由は電力事業初期の発電機の仕様が異なった事に由来してこれが現在まで続いており、変換所増強の必要性とコストの議論などもあったが、東日本大震災による電力危機でその欠点がにわかに浮上した（詳細は商用電源周波数#日本の商用電源周波数を参照）。震災で解列した発電設備容量は9.7GWであり、周波数変換所の能力1GW（100万kW）をはるかに上回っていた。

### 電力会社
日本では主要10電力会社が地域別に担当を分け、各社は発電・送電にわたる電力流通を一元的に管理している。1990年代より電力自由化が行われたが、発送電分離を行わない部分的なものとなっている。

## エネルギー源
1950年には、国産が多くの割合を占めた石炭が5割、水力が3割、石油が2割弱であった。その後エネルギーの使用総量が急増したことにより、2001年には、絶対量がわずかに増加しただけの水力は3%台まで低下した一方、石油は5割まで上昇し、天然ガスや原子力も割合を高めてきた。こうした経緯により、輸入化石燃料への依存度は高まってきている。
1973年と1979年の2度のオイルショックを契機にエネルギー安全保障を強化し、エネルギー資源の多様化を進めてきた。これにより1日当たり石油消費量を1970年代の5.1百万バレル (810,000 m3) から1990年の4.9百万バレル (780,000 m3) へと抑えた一方、原子力や天然ガスの消費量は増加した。また電力会社やエネルギー使用の多い鉄鋼メーカーなどは石油から石炭（現在は輸入がほとんど）への転換を進めた。

### 石油
日本の原油の国内生産は僅かにあるものの、国内消費に比べると微々たるものでほとんどが輸入に依存している。主な輸入元（2019年度、体積ベース）はサウジアラビア34.1%、アラブ首長国連邦32.7%、カタール9.3%、クウェート8.9%、ロシア4.8%、オマーン1.7%、アメリカ1.6%、バーレーン1.4%、エクアドル1.3%、カザフスタン0.9%などとなっている。もともと中東依存度が高いという問題を抱えており、1970年代の石油ショック期に中国やインドネシアなどの輸入先を開拓して中東依存度は7割まで低下していたが、アジア諸国の経済成長による自国消費量増加の煽りを受けて再び低下し、2000年代には9割近くに達している。官民の協力で開発協力や技術供与、その他の交流等を行い産油国とのつながりを深める取り組みを行っており、今後も推進していく方針を政府が打ち出している。
また「自主開発原油」の比率を高めるという方針も過去推進されていた。1967年には日本企業が操業する日本に輸入される「自主開発原油」の比率を1985年までに30%に上げる目標が設定されたが、その比率はほとんど高まらなかった。一次的に1990年代後半に15%に達したが、権益の喪失が相次いで急速に低下し、2000年代後半には10%程度で推移している。1990年代後半から、長い不況（失われた10年）の影響を受けて、開発コストの高い自主開発原油よりも低価格期に安い原油を多く買い備蓄しておく市場重視型の方針に舵が切られた。しかし、2006年には日本企業が権益を持つ「自主開発原油」の比率を2030年までに40%に引き上げるという目標が再び提示された。国内需要急増により権益獲得の動きを強めている新興国との折衝、複数国企業のコンソーシアム（合弁）による開発の増加など、近年の事情に合わせた原油輸入にまつわるリスク低減施策が求められている。現在自主開発原油は天然ガス及び国産も含めて公開されるようになっており2016年度は27.4%となっている。
現在国内の石油の備蓄は政府が116日分、民間が89日分の計205日分で530百万バレル (84,000,000 m3) ある。なお、国内生産は北海道や新潟県などの油田（ガス田）から産出されており、年間産出量は2000年代後半で900,000 m3前後を推移していて、国内消費量の0.4%程度を賄っている（日本の石油・天然ガス資源参照）。

### 天然ガス
日本の天然ガスの国内生産はほとんどなくほぼ全量が輸入で、前述の通り世界有数の天然ガス輸入国となっている。主な輸入元（2019年度、重量ベース）はオーストラリア39.2%、マレーシア13.0%、カタール11.2%、ロシア8.3%、ブルネイ5.6%、アメリカ5.4%、パプアニューギニア4.7%、インドネシア4.4%などとなっている。かつて大きな割合を占めていたインドネシアが1980年代をピークに、マレーシアが2000年代をピークに割合を減らす一方、2010年代にオーストラリアが2倍に急増している。一方、パプアニューギニア産が2014年から、アメリカ産シェールガス由来LNGが2017年から輸入されるなど、輸入元の多角化も図られている。

### 新規開発の化石資源
- メタンハイドレート - 日本近傍の海域には、天然ガス換算で少なくとも国内消費量数十年分のメタンハイドレートの埋蔵が確認されている。
- 非在来型天然ガス - コールベッドメタンは一部の国内炭田で採掘実績があるが小規模。シェールガスは埋蔵がはっきりと確認されていない段階。

### 原子力
日本の原子力発電開発は当時の西側諸国の中では後発であり、1966年7月に東海発電所1号機、1970年3月に敦賀発電所1号機の商用運転が開始している。燃料はウラン原産国と濃縮ウラン精製国が異なるため注意が必要であるが、原産国は2004年時点（酸化ウラン (U3O8) 重量ベース）でオーストラリア33%、カナダ27%、ナミビア16%、ニジェール13%、アメリカ7%、2010年にはカナダ、オーストラリア、カザフスタン、ニジェール、ナミビア、ウズベキスタンの順であり、精製国（濃縮ウラン輸入元）は2010年時点でアメリカが7割以上を占め、次いでフランス、イギリス等となっている。年間発電総量に占める原子力の割合は、2016年度の時点で1.1%に上っている。
技術は主にアメリカから導入されてきた経緯がある。1950年代後半から本格的な開発が始まる際にもアメリカの影響力が働いていたとの考察があり（日本の原子力政策を参照）、初期の原子炉は全てアメリカメーカーによる受注・設計であったが、国産開発を求める声の高まりにより国産化が進められた。1972年の5基182万kWから、3年後の1975年には10基530万kWに拡大し、アメリカ・ソ連・イギリスに次ぐ4番目の設備容量を有する原発国となった。1979年3月のスリーマイル島原子力発電所事故の発生時には大きな反原発運動が起こったが、アメリカのように新規建設中止までには至らず、建設は継続された。
しかし、2011年3月の東北地方太平洋沖地震による津波で福島第一原子力発電所の全電源が喪失、炉心溶融・建屋爆発等により大量の放射性物質放出を伴うレベル7の原子力事故が発生した（福島第一原子力発電所事故）。当時の全2商用炉が停止した1970年4月30日-5月4日以来、国内では少なくとも1基以上の原子炉が継続して運転を続けてきたが、同原発事故および、安全性不安の高まりによって定期点検後の再開が休止されたことにより、2012年5月5日に泊発電所3号機の停止により全て停止した。2012年7月から2013年9月の間大飯発電所3号機が一時運転したのを皮切りに2018年11月7日には9基が再稼働を果たした。

### 再生可能エネルギー
日本の再生可能エネルギーの大部分は水力発電によるものが占めている。一般水力と揚水を含む全水力発電の設備容量では、1970年に約20GW、1990年に約38GW、2000年に約46GW、2019年に約50GW、年間発電量は1970年代から2010年代まで80T - 100TWh程度で推移し、2021年は87.6億kWhとなっている。日本の水力は目ぼしい所が開発済で、新規開発は奥地化や小規模化が進んでいる。そのうち、10MW以下の小規模水力は全容量の6%程度を占めていて、コストは1kWhあたり15-100円程度と全体のコストを押し上げているとされる。
地熱発電では世界有数の資源量を持つとされているが、期間やコストがかかるといった問題がある。2021年末時点で48万kwの設備容量を有するに留まっており、横ばい状態にある。
太陽光発電では、2019年時点での累積導入量は約625GWに上る。国別では中国、アメリカに次ぐ世界で3番目であり10.1%を占め、2004年まで世界最大の設備容量を有していた。2000年代後半に伸び悩んだが、固定価格買い取り制度 (FIT) 導入により2010年代に大きく伸びた。増加により昼間ピーク時の太陽光発電量が火力や揚水等による調整力を超え、2018年10月に地方単位で初めて出力抑制を実施していて、出力変動対策が課題となっている。世界のパネル生産量における日本産のシェアは2007年まで最多だったが、中国などアジア諸国の生産拡大により漸減し2019年には1%となった。日本国内の出荷量に対する国産品割合は2008年度までほぼ100%だったものが漸減し2022年度には14%となっている。
風力発電では、2021度末の時点で2,574基・約458万kWの設備容量を有する。なお、未稼動だがFIT認定済で今後導入が見込まれる設備が6GW以上ある。11.58万kW安定した風の吹くところが少ないという国土特性、環境影響などが普及の妨げになっている。
バイオマス発電は、FIT導入により2010年代に増加し2021年度末に設備容量473万kWに達している。パルプ製造に伴う排出黒液や製材に伴う木質廃材、家庭・産業廃棄物の燃焼利用が主。

### エネルギー供給構成の推移
日本のエネルギー国内供給構成の推移は以下の通り。なお、下記の「自給率」では原子力発電を自国生産にカウントしている。
|  |  |  |  |  |  |

|  |  |  |  |  |  |

|  |  |  |  |  |  |

|  |  |  |  |  |  |

|  |  |  |  |  |  |

|  |  |  |  |  |  |

|  |  |  |  |  |  |

|  |  |  |  |  |  |

|  |  |  |  |  |  |

|  |  |  |  |  |  |

|  |  |  |  |  |  |

|  |  |  |  |  |

- 1960年から1980年はIEA「World Energy Balances 2020 Edition」、1990年以降は資源エネルギー庁「総合エネルギー統計」（いすれも『エネルギー白書2021』より）による。
- )1: 1990年以降の総量(Mtoe)はIEAのページ[40]による。
- )2: 水力を除く再生可能エネルギー（地熱・風力・太陽光・バイオマス等）、未活用エネルギー（排熱・雪氷熱・廃棄物発電等）。
- )3: 上記式より原油換算klから石油換算トンに変換した。
- これ以前のデータの参考として『平成6年版 図で見る環境白書』 （1860年 - 1990年のグラフ）などがある。

## 日本におけるBESS市場の成長
日本のエネルギーセクターは、過去5年間で30%以上の再生可能エネルギー発電容量の増加を経験し、バッテリーエネルギー貯蔵システム（BESS）の需要を押し上げている。最近の長期低炭素電力オークションで割り当てられた2.4GWの容量のうち、半分以上が海外企業またはそのコンソーシアムに割り当てられた。2024年には、1.37GW以上の新しいBESS容量と6.7GWh以上のエネルギー容量が承認された主要プロジェクトが含まれる。 日本の長期脱炭素電源オークションは、固定費の20年間回収を保証することでBESS開発を促進している。しかし、日本の電力市場の価格変動の少なさや価格下限の存在により、BESSオペレーターの収益性が制約される可能性があり、更なる市場改革の必要性が浮き彫りになっている。

## 温室効果ガス排出量

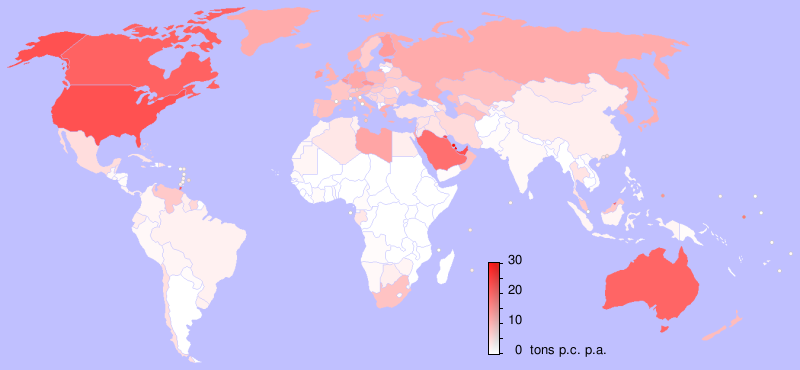
国別1人当たりCO_{2}排出量、2004年

日本は2006年時点で世界の温室効果ガスの4.6%を排出し、国別では5番目に多かった。また1人当たりでは38番目に多かった。
また京都議定書の第一約束期間における1990年比-6%という削減目標については、国内産業の省エネルギー化がすでに進んでいるため比較的困難であるという見通しを政府が発表しているが、2007年に当時の安倍首相が2050年までに世界で半減し日本がその中で主導的な役割を果たしていくという目標を提示していた。
2020年、当時の菅義偉首相は2050年までに温室効果ガスの排出量をゼロにする目標を掲げた。